# Curimopsis taurica
Curimopsis taurica là một loài bọ cánh cứng trong họ Byrrhidae. Loài này được Blackwelder & Arnett miêu tả khoa học năm 1974.